# Macrotrachela formosa
Macrotrachela formosa är en hjuldjursart som först beskrevs av Murray 1906.  Macrotrachela formosa ingår i släktet Macrotrachela och familjen Philodinidae. Inga underarter finns listade i Catalogue of Life.